# 1999-2000
1999-2000 je šesti i posljednji album grupe Daleka obala, objavljen 1999. u izdanju Dancing Beara.

## Popis pjesama
1. Vozim Polako (Boris Hrepić)
2. Slatko (Crosby - Ban)
3. U Čakovcu (Bogo)
4. Prolaze Mi Godine (Boris Hrepić)
5. Reci Mi (Boris Hrepić)
6. Pa Me Ljubi (Boris Hrepić)
7. Kurve (Ft. Neno Belan) (Bogo)
8. Puno Sam Pio (Bogo - Ivan Bužančić)
9. U Hladu Sna (Boris Hrepić)
10. Sutra Će Kiša (Bogo)
11. Svijetli Znamen (Boris Hrepić)
12. Moiete (Zoran Ukić)
13. 80e (Bogo)